# Опсада Бостона
Опсада Бостона, која је трајала од 19. април 1775. до 17. март 1776, представља уводну фазу Америчког рата за независност. Милиција Нове Енглеске, која је касније постала део Континенталне војске, спречила је покрете копном Британске војске, стациониране у Бостону. Обе стране су током опсаде имале проблема са снабдевањем и личним размирицама. Британске снаге су се снабдевале искључиво преко мора. Након једанаест месеци опсаде Британци су напустили Бостон и отпловили за Нову Шкотску.
Опсада је почела 19. априла након битака код Лексингтона и Конкорда, када су милиције из околних масачусетских насеља ограничиле приступ копном до Бостона. Континентални конгрес је од милиција основао Континенталну војску са Џорџом Вашингтоном као врховним командантом. У јуну 1775. Британци су заузели Банкер Хил и Бред Хил, али су њихови губици били високи, а успеси мали те нису успели да пробију положаје Континенталне војске који су спречавали приступ Бостону. Борбе током остатка опсаде биле су ограничене на повремене препаде, мање чарке и отварање ватре са велике удаљености.
У новембру 1775. Вашингтон је послао тада двадесетпетогодишњег Хенрија Нокса да доведе у Бостон тешку артиљерију која је заробљена у Форт Тајкондероги. У технички сложеној и захтевној операцији, Нокс је до јануара 1776. довео много топова у бостонску област. У марту 1776. овом артиљеријом су утврђена дорчерстерска брда изнад Бостона и бостонске луке, чиме је угрожена британска линија снабдевања. Британски заповедник Вилијам Хау је оценио британски положај као незадржив и 17. марта повукао британску војску из Бостона у британско упориште у Халифаксу. Тај дан се у Масачусетсу обележава као Дан повлачења.